# Weiherschloss Emmendingen

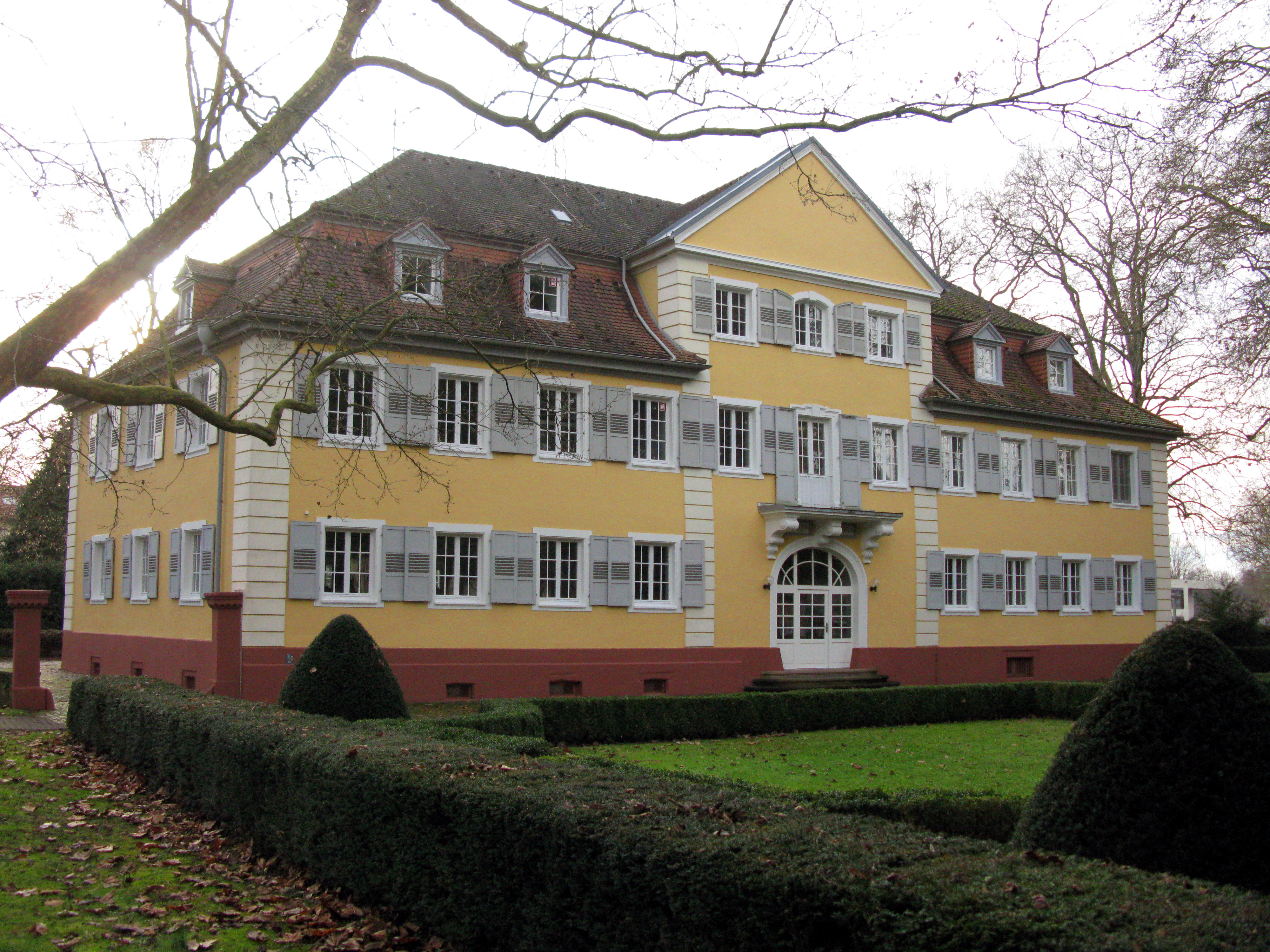
Rückansicht

Das jetzige Weiherschloss Emmendingen wurde 1757 auf den Mauern eines alten Wasserschlosses durch Leopold von Dungern errichtet. Das Gebäude ist heute Sitz der „Schule für Gesundheits- und Krankenpflege im Landkreis Emmendingen“, die vom Zentrum für Psychiatrie Emmendingen (ZfP) und vom Kreiskrankenhaus Emmendingen betrieben wird.

## Geschichte
Die ursprüngliche Anlage gehörte zu einer Reihe von Bollwerken, die Emmendingen schützten. Der Ursprungsbau stand in einem sumpfigen Gelände mit Weihern, was auch den Namen erklärt. Nachgewiesen ist, dass es zu Beginn des 14. Jahrhunderts den Johannitern von Freiburg gehörte, da sie es im Jahre 1314 an Konrad Dietrich Schnewlin verkauften. Es wird auch im Jahre 1387 über eine Urkunde über einen Rechtsstreit nachgewiesen.
Die Herren des Schlosses gehörten zur Familie Schnewlin; der Besitzer Konrad Dietrich Schnewlin wollte den Namen „Schneefelden“ (Snevelt) durchsetzen, doch die Bevölkerung blieb beim Namen Weiherschloss, später wurden sogar die „Snewelin zem Wiger“ nur noch „zum Weiher“ genannt. Diese Linie des Geschlechts der Schnewlins starb 1550 aus, das Schloss fiel an den Markgrafen von Baden-Durlach, der es 1555 an Melchior von Au (Ow) verkaufte.
Im Dreißigjährigen Krieg wurde das Wasserschloss großteils zerstört.
1757 wurde das Gebäude als zweigeschossiger Bau mit Mansarddach durch Leopold von Dungern in der heute bekannten Form wiedererrichtet. Im Jahre 1770 wurde es wegen des schwachmineralischen Wassers als Bade- und Gasthaus genutzt.
Im weiteren Verlauf war in ihm eine Tabakmanufaktur untergebracht, die dem Fabrikanten Karl Ringwald gehörte, später ging es aus der Nutzung und war um 1968 baufällig.
Es ist das älteste Gebäude auf dem Gelände des Zentrums für Psychiatrie Emmendingen, früher Psychiatrisches Landeskrankenhaus (PLK). Obwohl das Parkgelände mit historischem Baumbestand frei zugänglich war, wurde es von der Bevölkerung bis in die 1980er kaum genutzt. Anfang der 1980er-Jahre suchte man ein Gebäude für die Krankenpflegeschule des Zentrums und sanierte das Schloss von Grund auf. 1983 konnte die Pflegeschule in das Weiherschloss umziehen. Im Jahr 2004 fusionierte die Krankenpflegeschule des Zentrums für Psychiatrie schließlich mit der Krankenpflegeschule des Kreiskrankenhauses Emmendingen. Die inzwischen über die Region hinaus renommierte Schule für Gesundheits- und Krankenpflege im Landkreis Emmendingen stellt heute 100 Ausbildungsplätze bereit.